# Mo Edoga
Mo Edoga (* 1952 in Nigeria; † 17. Juni 2014 in Mannheim) war ein nigerianischer Arzt und Installationskünstler.

## Werdegang und Werk
Er studierte Medizin in Heidelberg und praktizierte als Neurochirurg in Johannesburg, Südafrika. Ab 1982 lebte er in Mannheim und hatte ein Atelier auf der Friesenheimer Insel.

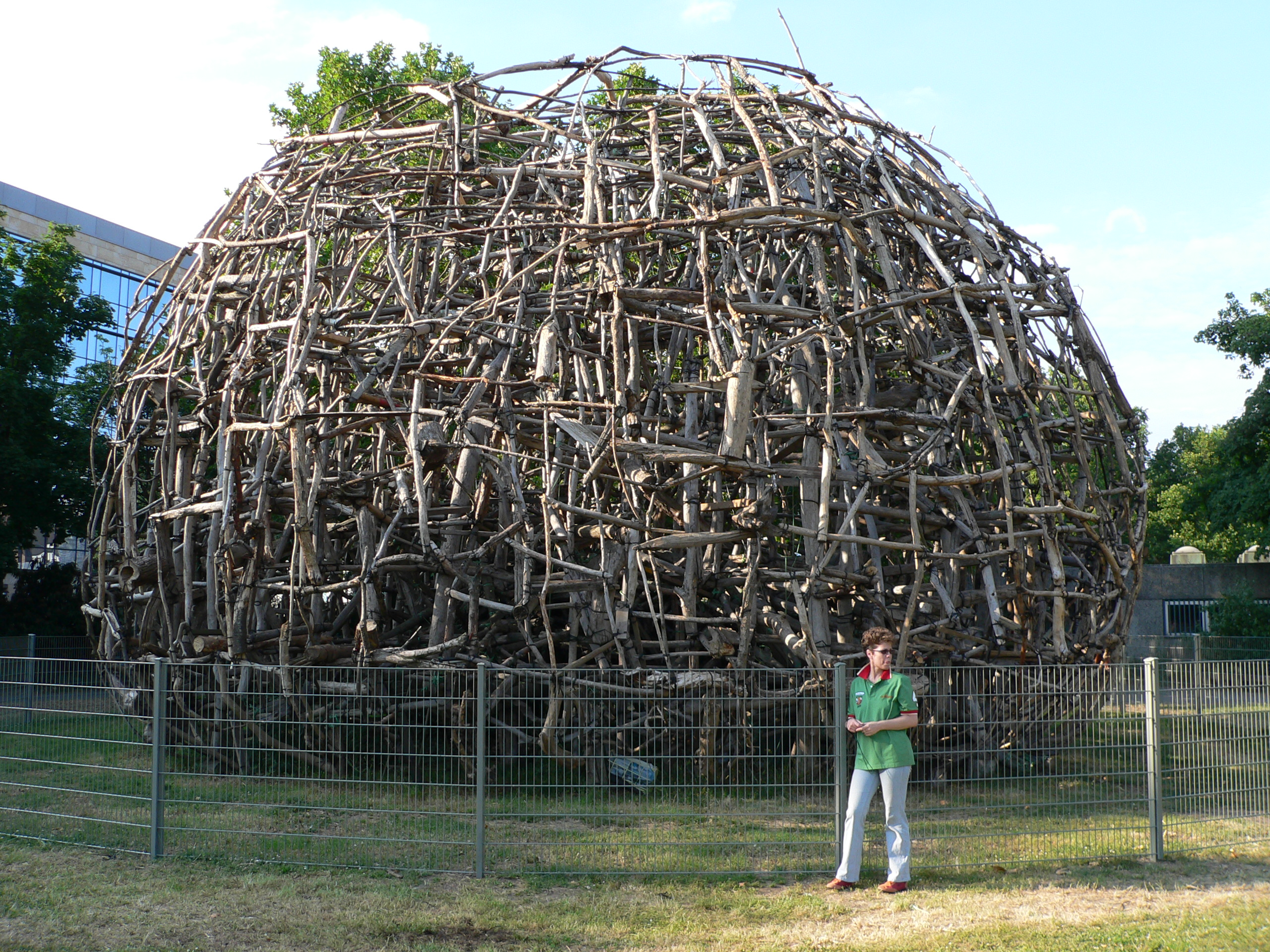
Mannheimer Himmelskugel am Carl-Reiss-Platz in Mannheim (2005)

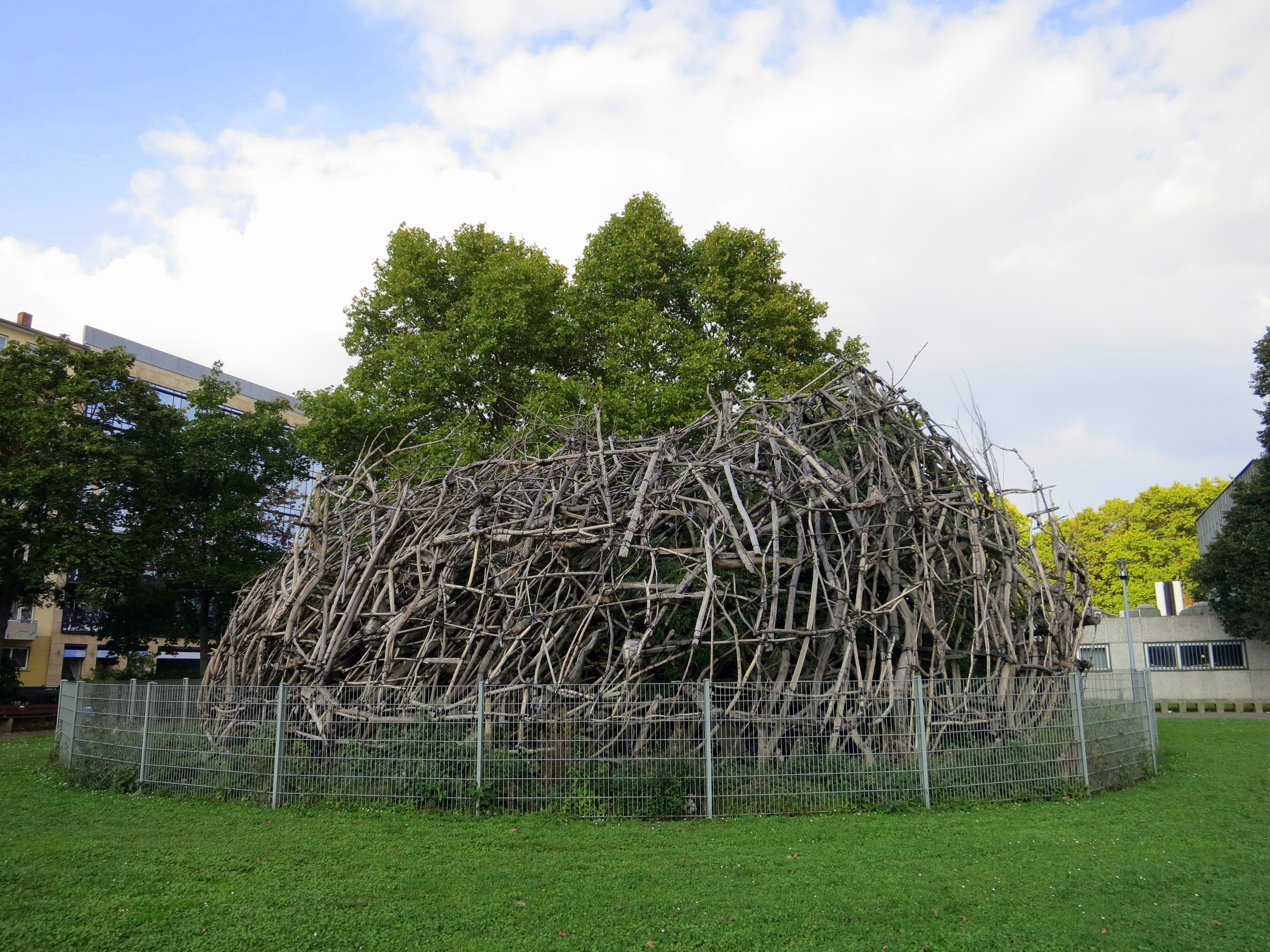
Mannheimer Himmelskugel (2014)

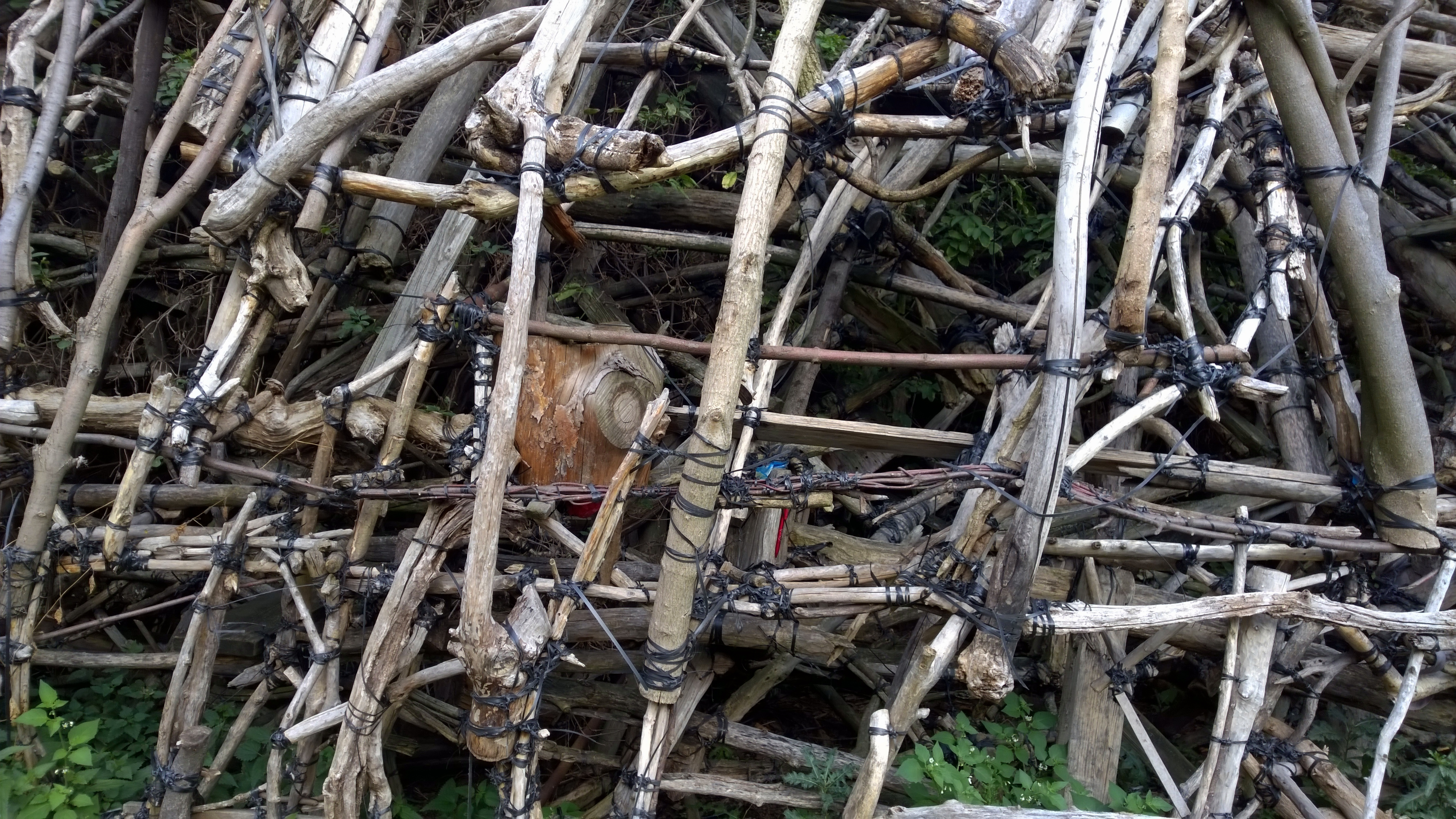
Mit Kunststoffbändern verbunden

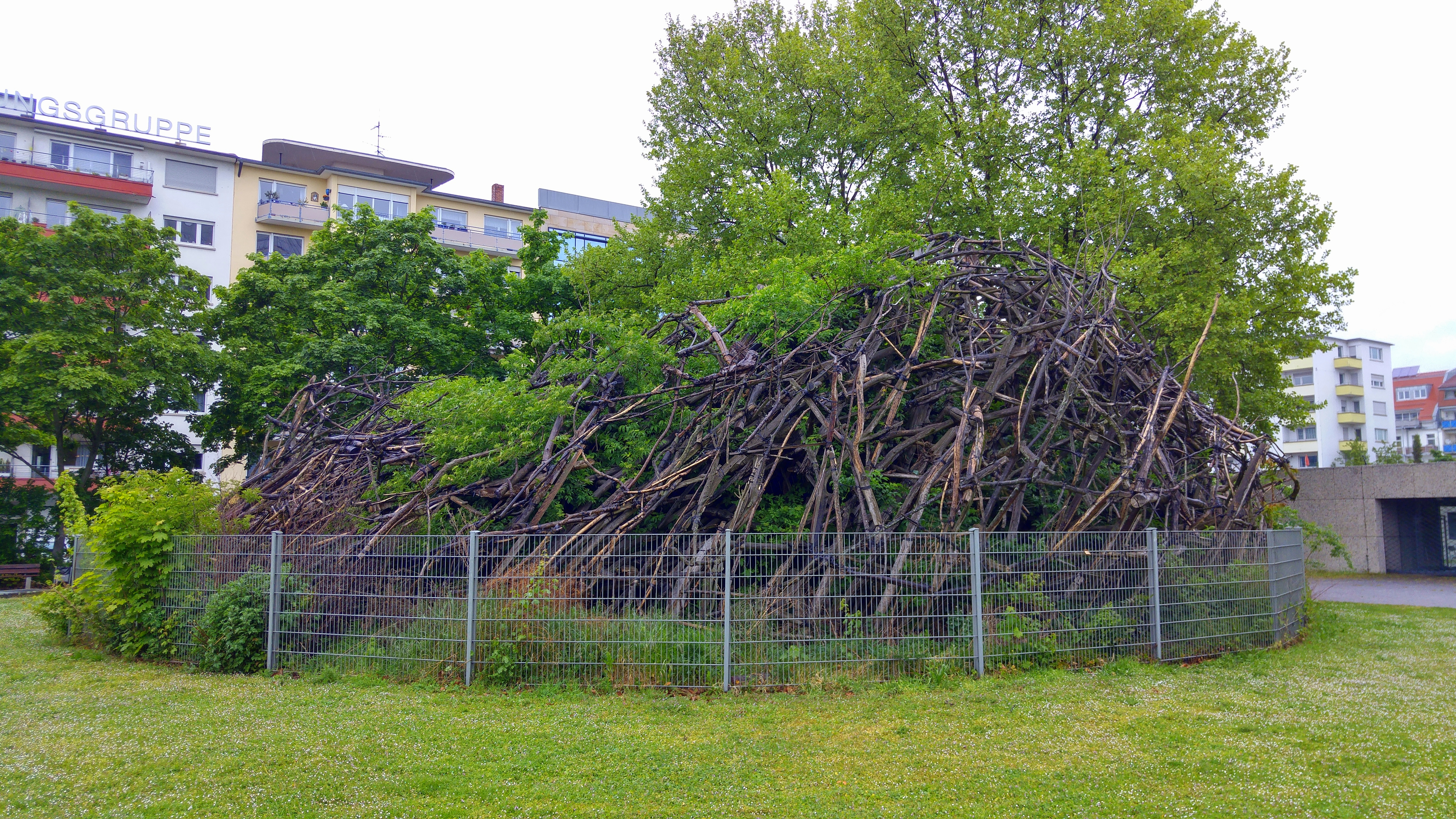
Mannheimer Himmelskugel (2017). Schon sehr stark verfallen.

Nach dem Rückgang des Jahrhunderthochwassers von Rhein und Neckar (1988), begann er, Schwemmholz zu sammeln und zu Kunstwerken zu verarbeiten. So entstand sein erstes Aufsehen erregendes Werk (Huldigung an) Vater Rhein und Mutter Neckar, eine turmartige Plastik, deren tragende Teile aus Schwemmhölzern bestehen. In das Werk sind allerhand andere Fundstücke (zum Beispiel Plastikteile jeglicher Art) mit integriert.
Auch bei den nachfolgenden Arbeiten war Edoga seinem Grundprinzip von Vater Rhein und Mutter Neckar treu geblieben: Die Schwemmhölzer wurden niemals verschraubt oder genagelt, sondern wurden nur durch Kunststoffbänder miteinander verbunden (z. B. durch Kabelbinder). Er nannte die Bänder „Ariadnefäden der Weltgeschichte“ und baute damit neben Türmen auch „nichteuklidische Kugeln“.
1992 war Mo Edoga Teilnehmer der documenta IX in Kassel. Auf einem öffentlichen Platz sammelte er Bauholz und Treibholz aus der nahen Fulda und stellte für die Dauer der Ausstellung den Signalturm der Hoffnung auf. Der Besucher konnte den Wandel des Kunstwerks während der Ausstellung mitverfolgen und mit dem Künstler diskutieren.
Am 15. Mai 2015 ist dem Mannheimer Morgen bzw. dem Online-Portal der Zeitung zu entnehmen, dass Edogas Werk "Himmelskugel" (Mannheim, Carl-Reiß-Platz) angeblich eine Gefährdung wg. Einsturzgefahr darstelle und deshalb "... in einen neuen Zustand zu transformieren ..." sei. "Die Stadt ist gefordert und gefährdet!" Auf diesen Punkt brachte es Dr. Rainer Preusche, Ehrenvorsitzender des Kunstvereins.
Nach einem Gespräch zwischen Vertretern des Kunstvereins Mannheim und der Familie des Künstlers wurden die Abbaupläne vorerst zu den Akten gelegt. Es sei „einhellige Meinung, dass Vergänglichkeit als Kunstelement zu der Arbeit gehört und es Mo Edoga sehr gefallen hätte, wie die Arbeit sich jetzt entwickelt“.

## Ausstellungen
- 1992 documenta 9 auf dem Friedrichsplatz in Kassel
- Kunsthalle Berlin 1998
- Skulptur Vater Rhein und Mutter Neckar in Mannheim, Scheidthorststraße (Friesenheimer Insel)